# Massacre de Częstochowa
Le massacre de Częstochowa, également connu sous le nom de lundi sanglant, a été commis par les forces allemandes de la Wehrmacht à partir du 4e jour de la Seconde Guerre mondiale dans la ville polonaise de Częstochowa, entre le 4 et le 6 septembre 1939. Les tirs, les coups et le pillage se sont poursuivis pendant trois jours dans plus d'une douzaine de lieux différents dans la ville. Environ 1 140 civils polonais (dont 150 étaient d'origine ethnique juive) ont été assassinés. 